# العلاقات السنغالية الإيطالية
العلاقات السنغالية الإيطالية هي العلاقات الثنائية التي تجمع بين السنغال وإيطاليا.

## مقارنة بين البلدين
هذه مقارنة عامة ومرجعية للدولتين:
| وجه المقارنة                                              | السنغال                                              | إيطاليا                                                  |
| --------------------------------------------------------- | ---------------------------------------------------- | -------------------------------------------------------- |
| المساحة (كم2)                                             | 196.72 ألف                                           | 301.34 ألف                                               |
| عدد السكان (نسمة)                                         | 15.85 مليون                                          | 60.60 مليون                                              |
| الكثافة السكانية (ن./كم²)                                 | 80.57                                                | 201.1                                                    |
| العاصمة                                                   | داكار                                                | روما، فلورنسا، تورينو                                    |
| اللغة الرسمية                                             | لغة فرنسية، اللغة الولوفية، باديارا ‏، اللغة البلنتية | اللغة الإيطالية                                          |
| العملة                                                    | فرنك غرب أفريقي                                      | يورو، ليرة إيطالية                                       |
| الناتج المحلي الإجمالي (بليون دولار)                      | 16.37 مليار                                          | 1.93 تريليون                                             |
| الناتج المحلي الإجمالي (تعادل القوة الشرائية) بليون دولار | 36.62 مليار                                          | 2.26 تريليون                                             |
| الناتج المحلي الإجمالي الاسمي للفرد دولار أمريكي          | 899                                                  | 29.96 ألف                                                |
| الناتج المحلي الإجمالي للفرد دولار أمريكي                 | 2.33 ألف                                             | 35.46 ألف                                                |
| مؤشر التنمية البشرية                                      | 0.466                                                | 0.873                                                    |
| رمز المكالمات الدولي                                      | +221                                                 | +39                                                      |
| رمز الإنترنت                                              | .sn                                                  | .it                                                      |
| المنطقة الزمنية                                           | 00                                                   | توقيت وسط أوروبا، ت ع م+01:00، ت ع م+02:00، أوروبا/روما ‏ |

## مدن متوأمة
في ما يلي قائمة باتفاقيات التوأمة بين مدن سنغالية وإيطالية:
- ترتبط Khombole [الإنجليزية]‏ مع بونتيديرا باتفاقية توأمة.
- ترتبط تييس [الإنجليزية]‏ مع تريفيجليو باتفاقية توأمة.
- ترتبط داكار مع ميلانو باتفاقية توأمة منذ 23 أبريل 1974.
- ترتبط كاولاك مع أوستا باتفاقية توأمة.
- ترتبط زيغينشور مع ريميني باتفاقية توأمة.
- ترتبط ريتشارد تول [الإنجليزية]‏ مع كونيو باتفاقية توأمة.

## منظمات دولية مشتركة
يشترك البلدان في عضوية مجموعة من المنظمات الدولية، منها:
| علم المنظمة | اسم المنظمة                               | تاريخ انضمام السنغال | تاريخ انضمام إيطاليا |
| ----------- | ----------------------------------------- | -------------------- | -------------------- |
|             | يونسكو                                    | 10 نوفمبر 1960       | ?                    |
|             | الفريق المعني برصد الأرض                  | ?                    | ?                    |
|             | مؤسسة التمويل الدولية                     | 31 أغسطس 1962        | 27 ديسمبر 1956       |
|             | المركز الدولي لتسوية المنازعات الاستشارية | 21 مايو 1967         | 28 أبريل 1971        |
|             | منظمة حظر الأسلحة الكيميائية              | ?                    | ?                    |
|             | مؤسسة التنمية الدولية                     | 31 أغسطس 1962        | 24 سبتمبر 1960       |
|             | منظمة التجارة العالمية                    | ?                    | 1995                 |
|             | وكالة ضمان الاستثمار متعدد الأطراف        | 12 أبريل 1988        | 29 أبريل 1988        |
|             | الاتحاد البريدي العالمي                   | ?                    | ?                    |
|             | الاتحاد الدولي للاتصالات                  | 15 نوفمبر 1960       | 1866                 |
|             | منظمة الشرطة الجنائية الدولية             | ?                    | ?                    |
|             | الأمم المتحدة                             | 28 سبتمبر 1960       | 14 ديسمبر 1955       |
|             | البنك الدولي للإنشاء والتعمير             | 31 أغسطس 1962        | 27 مارس 1947         |
|             | البنك الإفريقي للتنمية                    | ?                    | ?                    |

## أعلام
هذه قائمة لبعض الشخصيات التي تربطها علاقات بالبلدين:
- ألفريد غوميس (5 سبتمبر 1993[20] – )
- دودو مانجني (لاعب كرة قدم إيطالي، 20 مارس 1993 – )
- ليس جوميز (لاعب كرة قدم إيطالي، 6 أكتوبر 1989[21] – )

## وصلات خارجية
- موقع وزارة الخارجية السنغالية
- موقع وزارة الخارجية الإيطالية